# Franek Kimono
Franek Kimono – postać muzyczna wykreowana przez aktora Piotra Fronczewskiego. Jego postać była parodią stylu disco. Franek Kimono jako formę ekspresji wokalnej stosował melodeklamację.
Pomysłodawcą postaci był Andrzej Korzyński (pod pseudonimem Andrzej Spol), a współautorami Mariusz Zabrodzki i Sławomir Wesołowski. Oprócz Andrzeja Korzyńskiego, teksty na płytę pisał również Krzysztof Gradowski. Piotra Fronczewskiego jako wokalistę wybrano podczas rejestracji ścieżki dźwiękowej do filmu Akademia pana Kleksa (1983).
Jeszcze w 1983 r. wydano singel z piosenkami „King Bruce Lee karate mistrz” i „Dysk Dżokej”, a w roku następnym długogrającą płytę winylową. Z czasem pojawiały się reedycje CD albumu – w 1991, w 1999 oraz w 2008 roku.
Za sprawą posługiwania się charakterystyczną, zbliżoną do rapowania melodeklamacją, postać Franka Kimono bywa określana mianem „pierwszego polskiego rapera”, „ojca chrzestnego polskiego rapu”, jak i protoplasty polskiego hip-hopu.

## Sukces
Franek Kimono miał być kpiną z subkultury disco. Jak wiele żartów (choćby jak m.in. „Mydełko Fa” Marka Kondrata albo Chłopaki nie płaczą T.Love), został jednak potraktowany na poważnie i entuzjastycznie przyjęty przez bywalców dyskotek. Fronczewski wylansował tą płytą takie przeboje jak m.in. „King Bruce Lee Karate Mistrz”, „Dysk Dżokej”, „Ja jestem Menago”.
Jego piosenki pojawiły się w serialu Tulipan (1986) oraz fragmentarycznie w filmie Wakacje z Madonną (1983). Ponadto, fragment utworu „King Bruce Lee Karate Mistrz” wykonała Magdalena Różczka w serialu Usta usta (2010).

## Następstwa
Na fali nostalgicznej mody na lata 80. aktor podjął próbę zdyskontowania sukcesu sprzed lat i jako Pan Kimono nagrał opublikowaną w maju 1998 r. płytę Toczy się życie – Powrót Mistrza, która została już oceniona dużo gorzej. Żadna piosenka nie osiągnęła statusu przeboju.
W grudniu 2007 roku ukazała się płyta zespołu TPWC, pt. Teraz pieniądz w cenie, gdzie w piosence „W aucie” występuje gościnnie Piotr Fronczewski jako Franek Kimono. Utwór powstał jako hołd dla dokonań Franka Kimono i utrzymany został w klimacie jego pierwszej płyty. 27 maja 2008 ukazał się teledysk do tego utworu. Utwór zyskał dużą popularność: zdobywał pierwsze miejsca na listach przebojów głównych polskich stacji muzycznych (tj.: 4fun.tv czy Viva Polska), a na oficjalnym profilu Prosto w serwisie YouTube został obejrzany ponad 48 milionów razy.
W marcu 2008 roku remiks utworu Franka Kimono pt. „Dysk Dżokej” pojawił się na debiutanckiej płycie duetu Wet Fingers jako bonus track.

## Źródła
Stylizacja projektu wiązała się z panującą w latach 80. modą na dalekowschodnie sztuki walki, którą w Polsce zapoczątkował film Wejście smoka z Bruce’em Lee.
Drugim równie ważnym źródłem inspiracji dla postaci Franka był warszawski folklor, opiewający alkoholizujących się, pełnych fantazji cwaniaczków, o jakich pisali Stefan Wiechecki i Stanisław Grzesiuk. Podobnie jak bohaterowie „Wiecha”, Franek posługiwał się slangiem.

## Dyskografia

### Single
EP:
- Franek Kimono; Tonpress 1983
- Franek Kimono; Arston 1984
- Franek Kimono; Arston 1984

### Albumy
LP:
- Franek Kimono; Arston 1984
- Na progu raju; Polton 1986

CD:
- Franek Kimono; Alcom 1991
- Franek Kimono; Sony Music Entertainment Poland 1999
- Pan Kimono. Toczy się życie; Sony Music Entertainment Poland 1998
- Teraz pieniądz w cenie – gościnnie w piosence „W aucie” jako Franek Kimono; Prosto 2007
- Franek Kimono; Sony Music Entertainment Poland 2008

### Kasety
- Franek Kimono; Arston 1984
- Franek Kimono i „goła prywatka”; Vega 1986
- F. Kimono. Hossa Bossa; Brawo 1990
- Pan Kimono. Toczy się życie; Sony Music Entertainment Poland 1998

Niektóre wydane płyty – m.in. single – nie posiadały różnorodnych nazw i zostały opatrzone pseudonimem śpiewającego.